# Sonet 63 (William Szekspir)

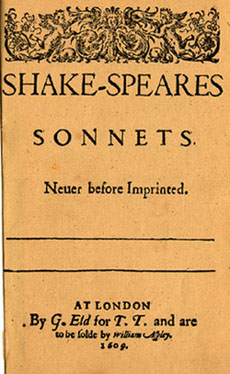
Strona tytułowa pierwszego wydania sonetów Shakespeare’a

Sonet 63 (By miły nie był jak ja zdruzgotany) – jeden z cyklu sonetów autorstwa Williama Shakespeare’a. Po raz pierwszy został opublikowany w 1609 roku.

## Treść
W sonecie tym podmiot liryczny, który przez niektórych badaczy jest utożsamiany z autorem, udowadania, że jedyną drogą do przetrwania urody tajemniczego młodzieńca jest jej obecność w literaturze. Stwierdza jednocześnie, że on sam nie jest już w stanie zachować własnego piękna.